# 山岸佐知子
山岸 佐知子（やまぎし さちこ、旧姓：馬場、 1973年10月21日 - ）は、千葉県市原市出身の元サッカー審判員。

## 人物
高等学校時代まではサッカーと全く無縁であったが、短期大学在学中にサッカーに興味を持ってサッカー部に入部。その短大では一年生は審判資格取得が義務付けられていたため、4級審判員資格を取ったが、大学卒業と同時に更新を忘れて失効した。その後大学卒業と同時に故郷の市原へ戻った際に少年サッカーの試合運営を手伝ったところ、千葉県サッカー協会審判委員から審判講習受講を勧められ、改めて4級資格を更新し（取り直し）たという。
その後、1996年に3級、1997年に2級、2000年に女子1級とステップアップ、2009年には大岩真由美に続く女子2人目の1級審判員資格（男子のJリーグ公式戦や天皇杯全日本サッカー選手権大会などの試合に審判として出場が出来る）を取得した。
2003年からは国際サッカー連盟公認の女子国際主審に選出され、AFC女子アジアカップ、ユニバーシアード、FIFA U-17女子ワールドカップなどの国際大会で主審を務め、2015 FIFA女子ワールドカップに副審の手代木直美と共に選出された。2010年から2013年まで4年連続でAFCアニュアルアワードのアジア年間最優秀女子レフェリーに選ばれている（通算5回）。
日本サッカー協会フィジカルトレーナーの山岸貴司と結婚した為、苗字が馬場から山岸に変更になっている。
2015年シーズン限りで女子1級審判員及び国際審判員としての活動から勇退した。

## 表彰
- アジア年間最優秀女子レフェリー：5回（2008年[7]、2010年、2011年、2012年、2013年）
- AFC U-19女子選手権2011ベストレフェリー[8]
- なでしこリーグ/チャレンジリーグ最優秀審判賞：3回（2012年、2014年、2015年）[9]